# Anthene amarah
Anthene amarah är en fjärilsart som beskrevs av Guérin-meneville 1847. Anthene amarah ingår i släktet Anthene och familjen juvelvingar. Inga underarter finns listade i Catalogue of Life.

## Bildgalleri

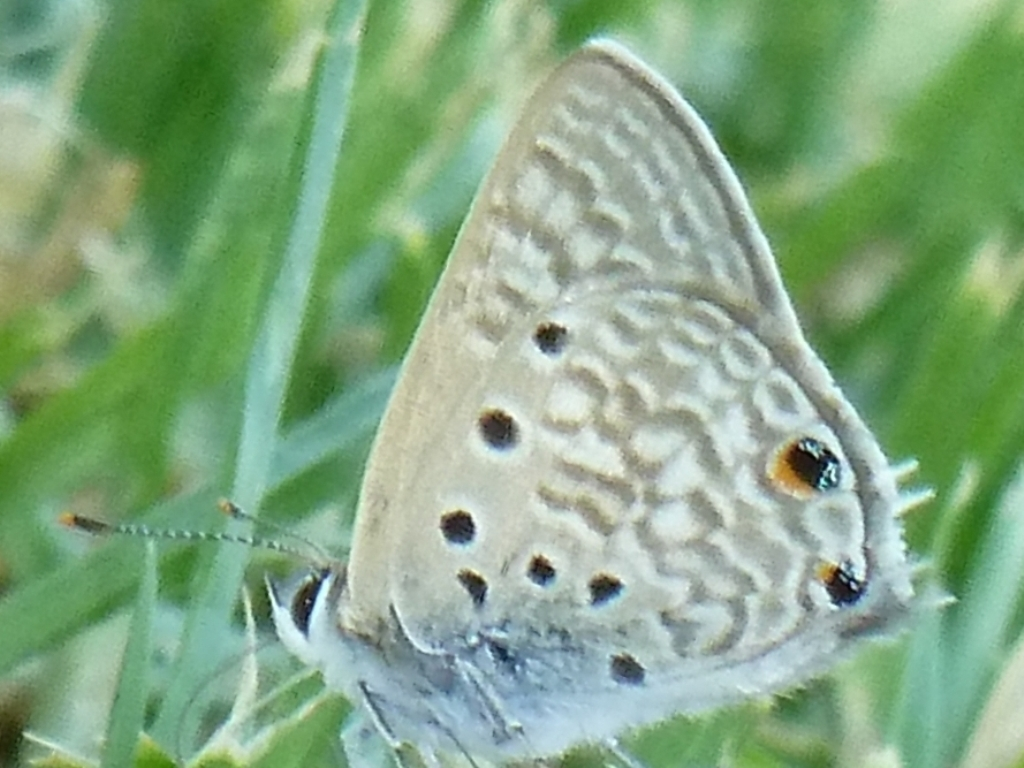